# Lauen
Lauen ist ein mit Verordnung des Regierungspräsidiums Tübingen vom 24. November 1980 ausgewiesenes Naturschutzgebiet mit der Nummer 4.085.

## Lage
Das Naturschutzgebiet befindet sich im Naturraum Hohe Schwabenalb und liegt zwischen Truchtelfingen und Bitz. Es ist vollständig umgeben vom Landschaftsschutzgebiet Nr. 4.17.001 Albstadt-Bitz.

## Schutzzweck
Laut Verordnung ist der Schutzzweck die Erhaltung einer Wacholderheide und deren Übergang zum Wald mit solitären Nadelhölzern und dem größten Vorkommen des Gelben Enzians im Zollernalbkreis sowie zahlreichen anderen geschützten Pflanzen.

## Flora und Fauna
Das massenhafte Auftreten des Gelben Enzians geht auf eine Aktion des Schwäbischen Heimatbundes zurück, der hier im Jahr 1930 Samen ausstreute. Eine weitere Besonderheit ist das Vorkommen der Orchideenart Grüne Hohlzunge. Bemerkenswert ist die große Population der Heuschreckenart Warzenbeißer.